# Steinkiste von Tinnakilla
Die große Steinkiste von Tinnakilla (irisch Tigh na Coille) liegt unter einer Überlandleitung südöstlich von Glin, im Westen des County Limerick in Irland.
Sie hat einen zerbrochenen Deckstein, der auf vier kaum aus dem Boden ragenden großen rechteckigen Felsbrocken liegt. Der Deckstein der Steinkiste ist 2,6 m lang, 2,2 m breit und 0,5 m dick und an der Rückseite nur 0,35 m über dem Boden, sodass eine große aber sehr niedrige Kammer entsteht. Das Kammerinnere der nicht weiter untersuchten Megalithanlage ist bis auf ein paar kleine Steine leer.
Die an ein Boulder Burial oder ein kollabiertes Wedge tomb erinnernde Südwest-Nordost orientierte Konstruktion hat allerdings keine Reste einer Außenfassade und kein erhaltenes Cairn- oder Hügelmaterial geliefert.
Im Ort befindet sich die Reste eines Portal Tombs, von dem ein 1,6 m hoher Menhir in situ erhalten ist.